# Síndrome de Gilbert
El síndrome de Gilbert es una enfermedad hereditaria que se manifiesta por hiperbilirrubinemia (niveles elevados de bilirrubina no conjugada o indirecta en la sangre) intermitente provocada por una deficiencia parcial de la enzima glucuroniltransferasa. Por lo general no presenta síntomas, aunque puede aparecer una leve ictericia en condiciones de esfuerzo excesivo, estrés, insomnio, ayuno, infecciones o tras la ingesta de algunos medicamentos como el paracetamol, ya que la concentración de bilirrubina en la sangre aumenta en estas situaciones. No requiere tratamiento por tratarse de un trastorno benigno que no ocasiona complicaciones ni afecta a las expectativas de vida.

## Historia
El síndrome se asocia a la deficiencia en la enzima glucuroniltransferasa, descrita por primera vez por el gastroenterólogo francés Augustin Nicolas Gilbert y Pierre Lereboullet en 1901.

## Epidemiología
Afecta a alrededor del 1 % de la población, aunque en algunos grupos su frecuencia es más alta. Suele diagnosticarse en el adolescente o el adulto joven, generalmente entre los 20 y 30 años de edad, cuando se realiza una analítica de sangre rutinaria y aparece un nivel de bilirrubina en sangre moderadamente elevado.

## Etiología y patogenia
Está provocado por la disminución de la capacidad de captación de bilirrubina indirecta o no conjugada por el hepatocito (célula hepática). La bilirrubina surge de la degradación de la hemoglobina de los glóbulos rojos. Estos al destruirse liberan la hemoglobina que es metabolizada a dos moléculas: el grupo hemo y el grupo globina; el grupo hemo se transforma en biliverdina y ésta en bilirrubina a la cual se le llama "no conjugada" o indirecta. Al pasar por el hígado, esta bilirrubina reacciona con ácido glucurónico transformándose en bilirrubina "conjugada" o directa; lo que la hace hidrosoluble y pueda ser excretada en la bilis.
La enzima que conjuga la bilirrubina se llama uridinadifosfato glucuroniltransferasa (UGT) y su producción se regula por un gen que puede tener una mutación en la región promotora, lo que provoca una menor producción de esta enzima. La UGT se encuentra reducida en el Síndrome de Gilbert a un 30 % del valor normal, según análisis de muestras obtenidas por biopsia hepática.
El síndrome de Gilbert es hereditario, se han sugerido patrones de herencia tanto autosómica dominante como autosómica recesiva. En la mayoría de las poblaciones, el defecto genético consiste en la inserción de un par de bases extras en el promotor (caja TATA) del gen que codifica la enzima UGT, localizado en el cromosoma 2, sin presentar mutación en la secuencia de la región codificante.

## Cuadro clínico
El principal síntoma es la aparición de ictericia (coloración amarillenta de la piel), sobre todo en épocas de mucho estrés, esfuerzos, ayunos prolongados o enfermedades infecciosas como la gripe.
Las enzimas defectuosas en el síndrome de Gilbert afectan otras funciones del hígado para la desintoxicación de ciertas sustancias, entre ellas algunos fármacos. Aunque el paracetamol no es metabolizado por UGT1A1, sí es metabolizado por una de las otras enzimas también deficientes en algunas personas con el síndrome de Gilbert. Un subconjunto de personas con el síndrome de Gilbert podría tener un riesgo incrementado de toxicidad por paracetamol.
Algunas personas afirman padecer síntomas difusos relacionados con el síndrome de Gilbert, pero en estudios científicos realizados en adultos no se han encontrado evidencias claras que demuestre su existencia, por lo que estos síntomas podrían ser en algunos casos manifestaciones de otros padecimientos del individuo y ser erróneamente atribuidos al síndrome de Gilbert. Esto ha llevado a cierta discusión sobre si se debería clasificar realmente el síndrome de Gilbert como enfermedad o como una variante de la normalidad.

## Diagnóstico
El Síndrome de Gilbert es una afección que se suele detectar tras realizar un análisis de sangre. Lo más característico es que la bilirrubina total está aumentada a expensas de la bilirrubina no conjugada o indirecta, pero la bilirrubina conjugada o directa está en niveles prácticamente normales. Las cifras de bilirrubina total se encuentra generalmente entre 2 y 4 mg/dL, rara vez supera los 5 mg/dL, el valor normal es 1 mg/dL.
Los demás estudios, incluyendo análisis hepáticos como transaminasas (GOT y GPT), fosfatasa alcalina (FA) y gamma glutamil transpeptidasa (GGT), albúmina y tiempo de protrombina están dentro de los valores normales. También son normales las pruebas de imagen como ecografía, tomografía axial computerizada y resonancia magnética nuclear en las que se comprueba la inexistencia de lesión hepática. Otros estudios como el hemograma son también normales. En raros casos en los que existan dudas diagnósticas, o se sospeche otra enfermedad asociada, se recomienda una biopsia hepática cuyos resultados son totalmente normales en esta enfermedad.

## Tratamiento
El síndrome de Gilbert no necesita ningún tipo de tratamiento, por tratarse de una enfermedad de carácter benigno que no tiene ninguna repercusión sobre la calidad de vida de quien la presenta. Por otra parte al no existir complicaciones debidas al síndrome de Gilbert, no existe necesidad alguna realizar una dieta especial diferente a la recomendada al resto de la población, tampoco es preciso reducir el ejercicio físico. En cambio se ha comprobado que existe un riesgo aumentado de efectos secundarios hepáticos asociado al uso de ciertos medicamentos como el paracetamol, especialmente si se utilizan dosis elevadas.

## Diagnóstico diferencial
El síndrome de Gilbert debe diferenciarse de otras enfermedades con las que guarda cierta similitud y también provocan elevación de los niveles de bilirrubina en sangre. Entre ellas son reseñables las siguientes:
- Síndrome de Crigler-Najjar. Es una enfermedad la que existe una deficiencia severa de la enzima glucuroniltransferasa. Es muy poco frecuente, entre 0,6 y 1 caso por millón de habitantes. Las cifras de bilirrubina indirecta están elevadas, pero en un rango muy superior al síndrome de Gilbert, oscilando entre 6 y 45 mg/dL.[26]
- Síndrome de Dubin-Johnson. Se trata de un trastorno benigno de origen genético en el que existe elevación de las cifras de bilirrubina en sangre, pero a expensas de la fracción conjugada o directa.[27]
- Síndrome de Rotor. La bilirrubina está elevada, alcanzando unos niveles similares a los del síndrome de Gilbert, pero a expensas de la fracción directa. Se trata de un proceso benigno en el que no existe déficit de glucuroniltransferasa.[28]
- Anemia hemolítica. Se caracteriza por la destrucción masiva de glóbulos rojos, la metabolización de la hemoglobina contenida en los glóbulos rojos da lugar a niveles elevados de bilirrubina. En el hemograma existe anemia, dato que no aparecen en el síndrome de Gilbert.

## Pronóstico
La ictericia puede aparecer y desaparecer a lo largo de la vida de los pacientes, no suele causar problemas de salud. El pronóstico es muy bueno y no es necesario una vez establecido el diagnóstico realizar ningún tipo de seguimiento médico, salvo que existan otras enfermedades asociadas. La esperanza de vida es normal. Varios análisis han encontrado una disminución significativa del riesgo de enfermedad coronaria en individuos con Síndrome de Gilbert.

### Complicaciones
Generalmente no se presentan complicaciones.

### Interacciones medicamentosas en el síndrome de Gilbert
El uso de principios activos para los cuales la glucuronidación constituye la principal vía de biotransformación conlleva un potencial riesgo toxicológico en quienes padecen síndrome de Gilbert.
- El paracetamol, deberían ser administrados a unas dosis más bajas que al resto de la población.
- Los tratados con irinotecán, el cual es metabolizado por UGT1A1, presentan con más frecuencia efectos secundarios como diarrea severa y neutropenia.[12][30]
- En un grupo de pacientes con síndrome de Gilbert tratados con el antibiótico josamicina, se ha observado acumulación del fármaco después de la administración de dosis repetidas.[31]